# Пенза (Владимирская область)
Пенза — деревня Муромского района Владимирской области Российской Федерации, входит в состав Борисоглебского сельского поселения.

## География
Расположена в 24 км от Мурома на автодороге Муром-Гороховец. По территории проходит западная граница Муромского заказника (он входит в состав Национального парка Мещёра). В границах деревни также расположено три объекта садоводческого назначения (СНТ).

## История

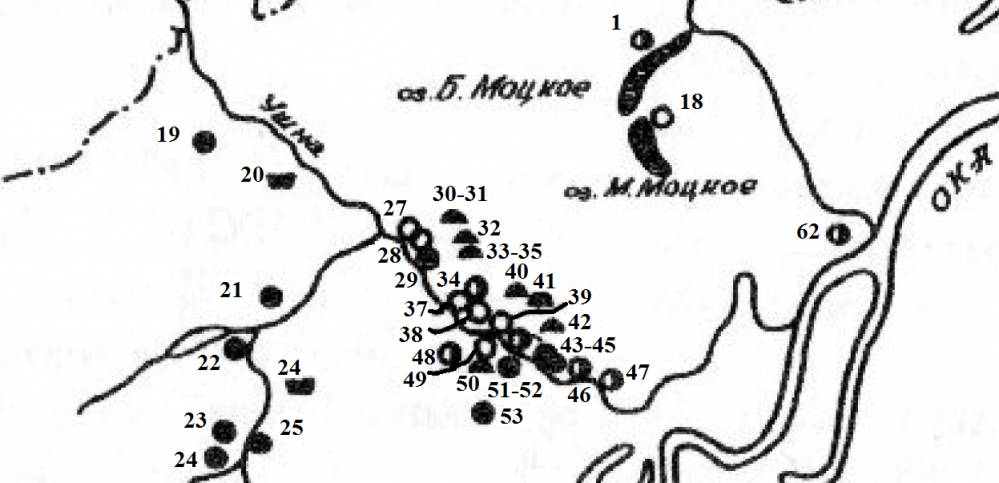
Поселение Моцкое

Деревня Пенза является месторасположением памятника истории и культуры.
Здесь обнаружено:
- «Большое Моцкое-1», поселение, мезолит, неолит, эпоха бронзы. В 4 км к востоку от деревни, на левобережье р. Ока, северный берег оз. Б. Моцкое, мыс при соединении последнего с заболоченным древним заливом. Площадь ок. 900 м², высота над озером 2.5 м. Культурный слой разделяется на три разновременных горизонта. В верхнем горизонте найдены фрагменты лепных сосудов с сетчатыми отпечатками на внешней поверхности, позднего этапа развития поздняковской культуры (или ранней сетчатой керамики), а также неолитических сосудов с ямочно-гребенчатой орнаментацией, кремнёвые отщепы. В среднем горизонте найдены ножевидные пластины и отщепы мезолитического облика. В нижнем горизонте обнаружено большое количество ножевидных пластин, также мезолитического возраста. В материке выявлена большая яма глубиной до 0.46 м.
- «Большое Моцкое-2», стоянка, находится в 4 км у развилки дороги.
- «Большое Моцкое-3», стоянка, находится в 3,5 км ВЮВ, западный берег оз. Большое Моцкое.[2]

### Современность
Указатель на деревню только в направлении Мурома, с трассы М7, в обратном направлении отсутствует. Ориентир — следующая после д. Глебовка. В деревне расположена одна улица — Трудовая. Есть вышка сотовой связи. Деревню обслуживает почтовое отделение в д. Ожигово.

## Население
| 1859 | 1905 | 1926 | 2002 | 2010 | 2021 |
| ---- | ---- | ---- | ---- | ---- | ---- |
| 162  | ↗314 | ↗383 | ↘18  | ↗26  | ↘11  |

## Галерея

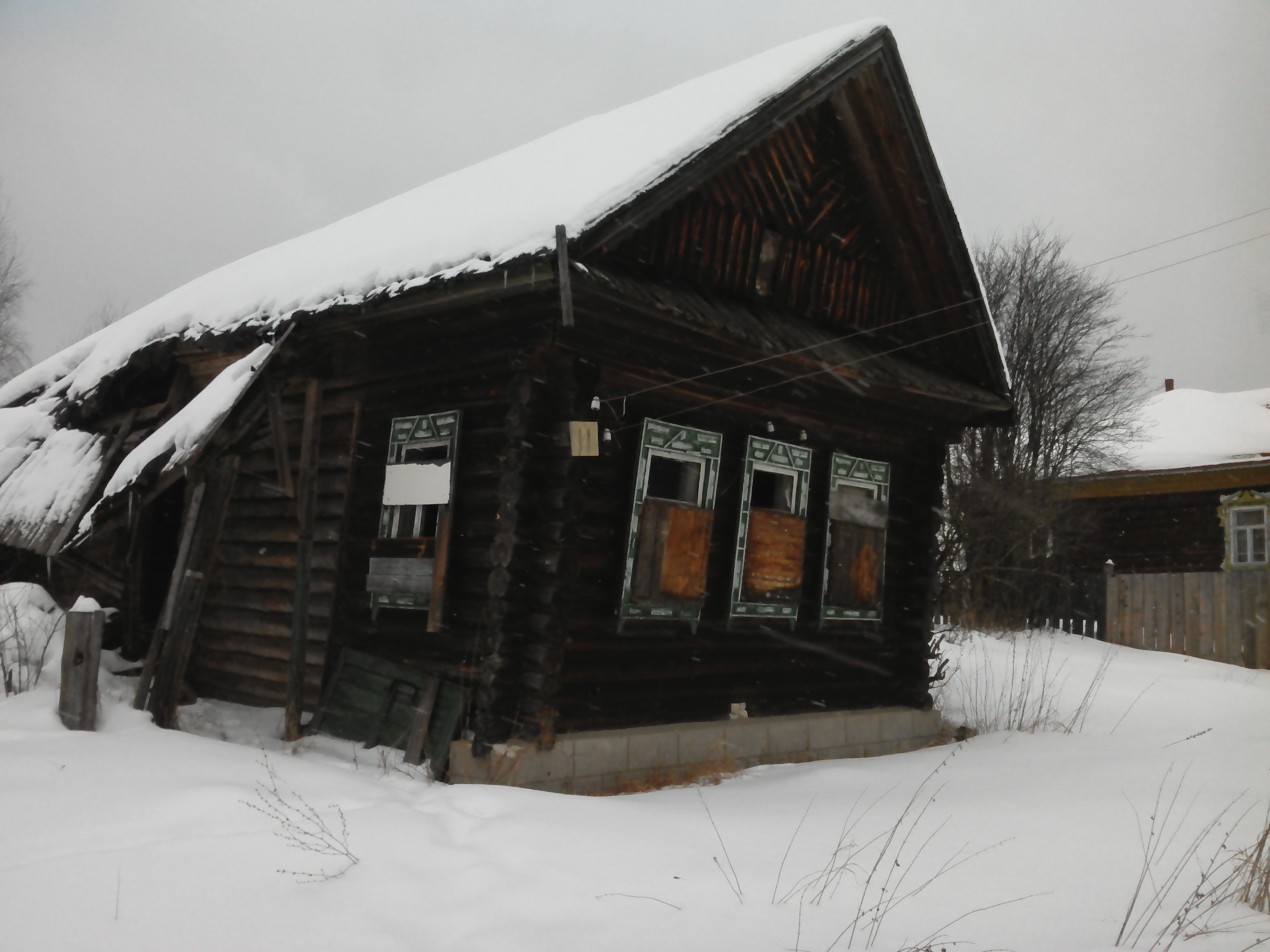
Заброшенный дом
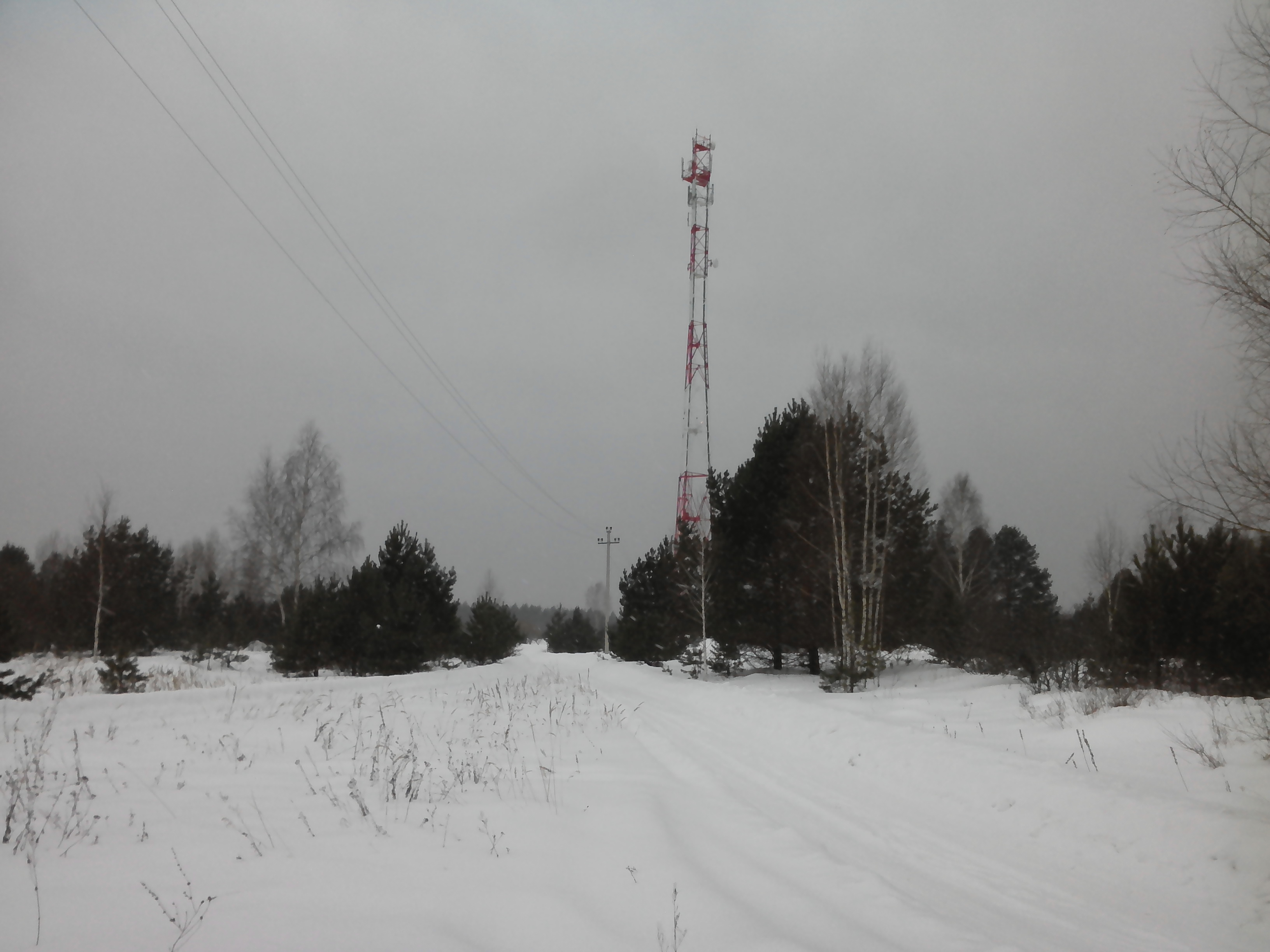
Вышка сотовой связи
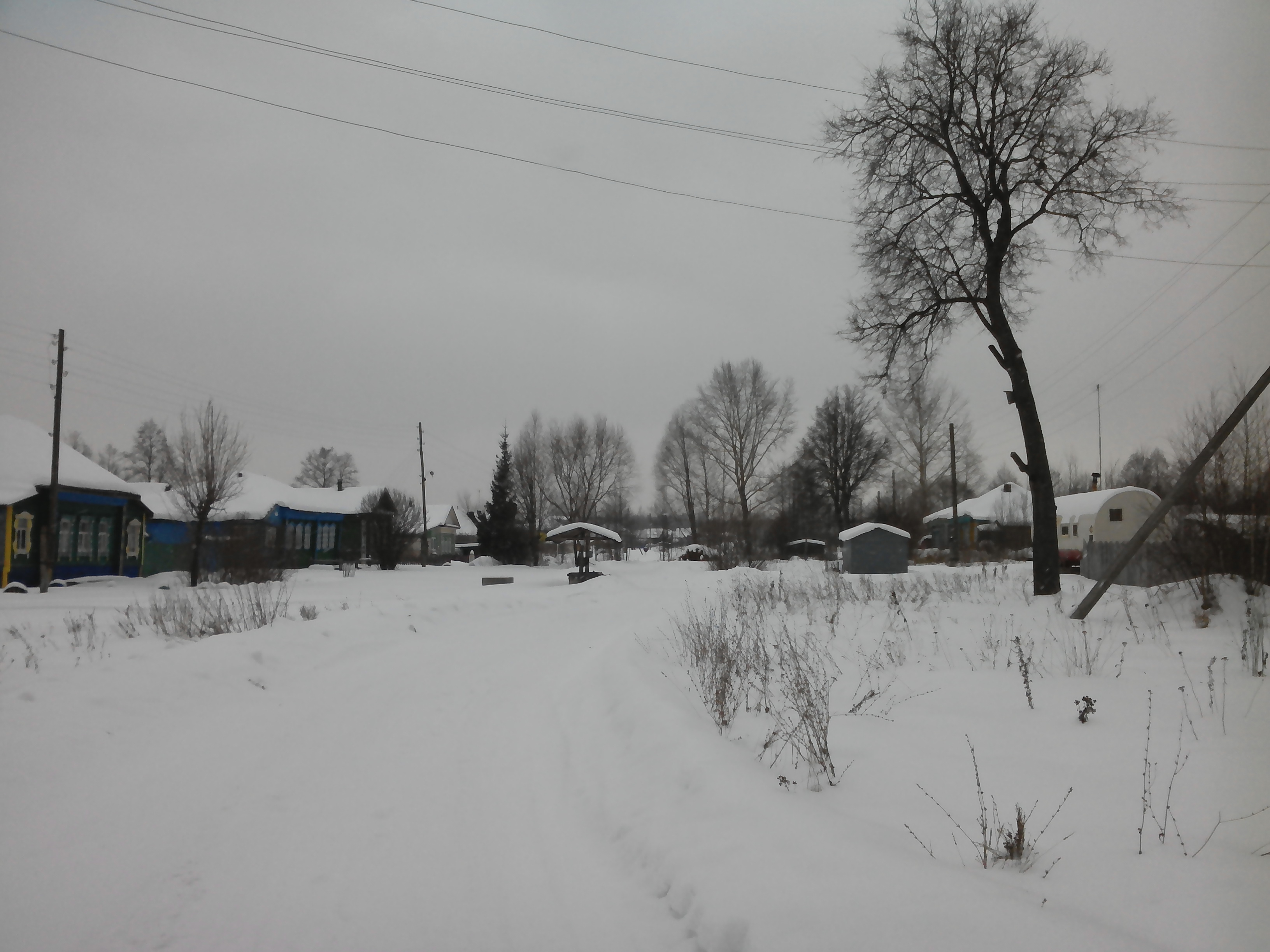
Колодец
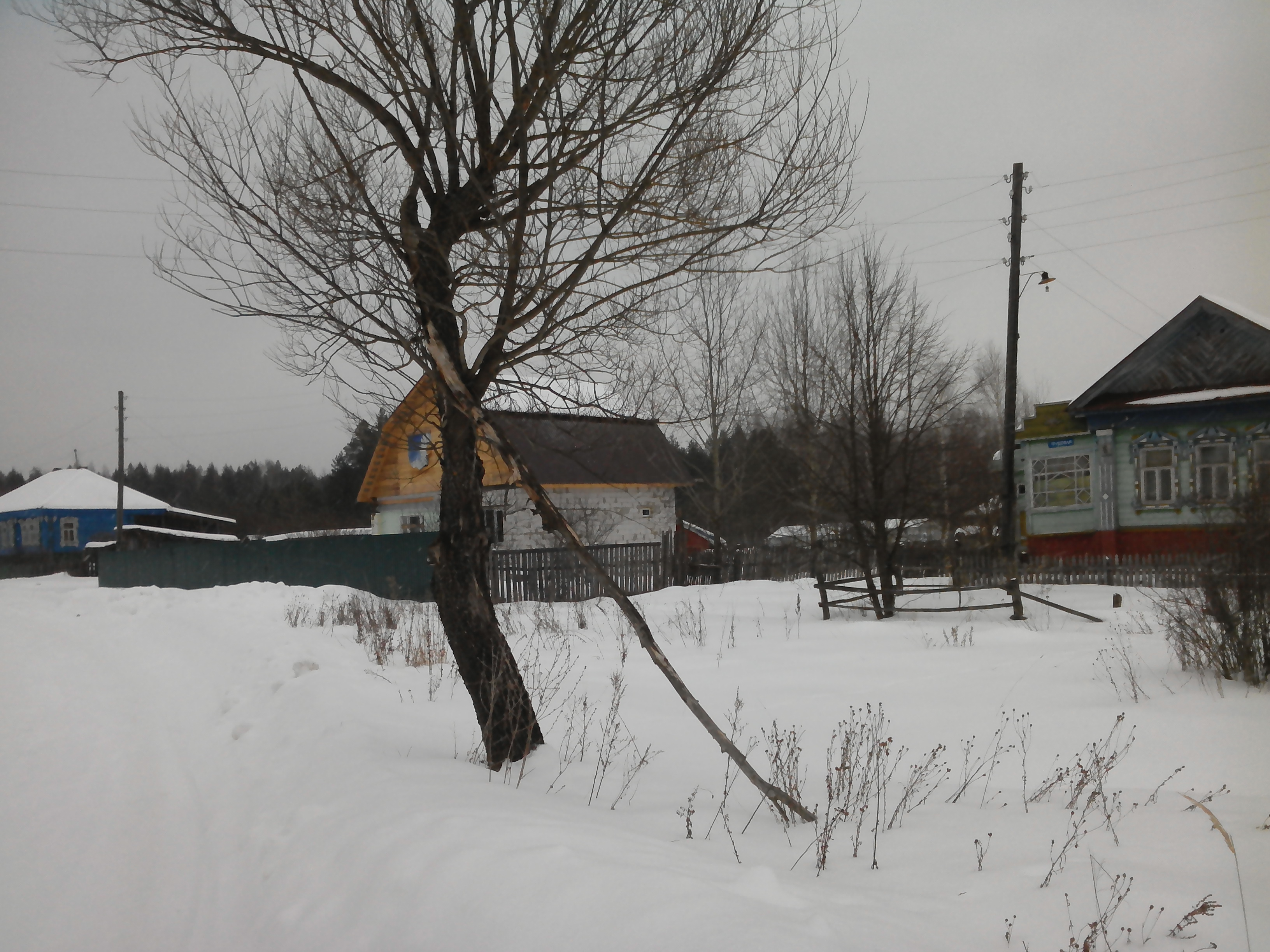
Строящийся дом
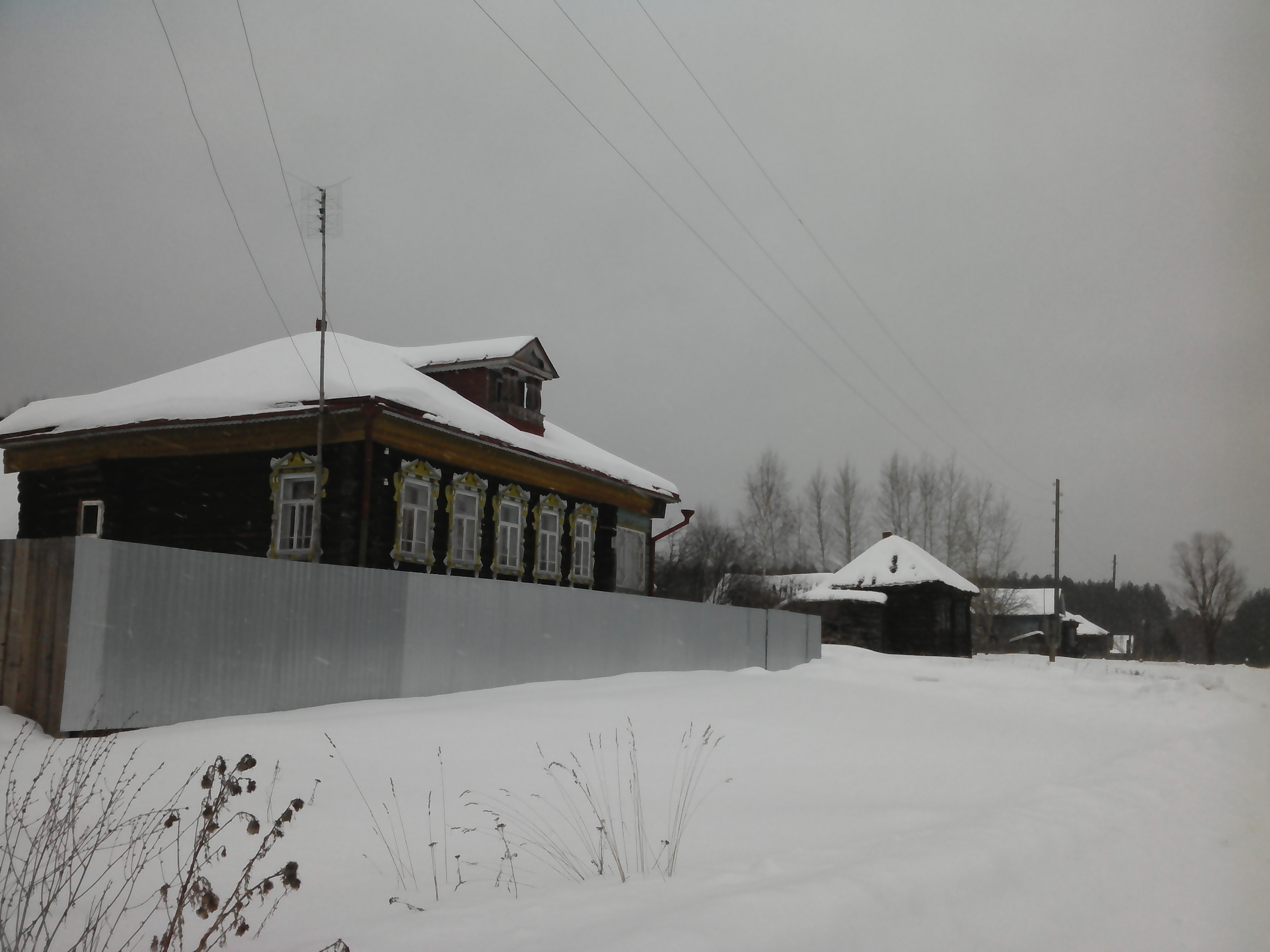
Старинный дом